# 1990年のワールドシリーズ
1990年の野球において、メジャーリーグベースボール（MLB）優勝決定戦の第87回ワールドシリーズ（だい87かいワールドシリーズ、87th World Series）は、10月16日から20日にかけて計4試合が開催された。その結果、シンシナティ・レッズ（ナショナルリーグ）がオークランド・アスレチックス（アメリカンリーグ）を4勝0敗で下し、14年ぶり5回目の優勝を果たした。
両チームの対戦は、1972年以来18年ぶり2回目。レギュラーシーズンの勝利数が少ないほうの球団が初戦から全勝の "スウィープ" で優勝するのは、レッズが1954年のニューヨーク・ジャイアンツ以来史上2球団目である。今シリーズではレッズのビリー・ハッチャーが、第1戦の第2打席から7打数連続で安打を放ち、シリーズ記録を更新した。ハッチャーは4試合で打率.750・OPS 2.050を記録したが、シリーズMVP受賞を逃した。選出されたのは、第1戦と最終第4戦に先発登板して計15.1イニングを投げ、2勝0敗・防御率0.59という成績を残したレッズのホセ・リーホである。リーホは1985年2月、カリブ海沿岸諸国のウィンターリーグによる国際大会 "カリビアンシリーズ" でもMVPを受賞している。ワールドシリーズとカリビアンシリーズの両方でMVPを受賞したのは、リーホが史上初である。
ワールドシリーズは1985年から2006年までの22年間、開幕を土曜日に設定していた。しかし今回だけは例外で、火曜日に開幕した。これは、MLB機構と選手会との労使交渉がまとまらず、この年のスプリングトレーニング期間にロックアウトが実施され、この影響で日程がずれたためである。

## 試合結果
1990年のワールドシリーズは10月16日に開幕し、途中に移動日を挟んで5日間で4試合が行われた。日程・結果は以下の通り。
| 日付                                                 | 試合  | ビジター球団（先攻）         | スコア | ホーム球団（後攻）           | 開催球場                                        | 開催球場                                                                       |
| ---------------------------------------------------- | ----- | ---------------------------- | ------ | ---------------------------- | ----------------------------------------------- | ------------------------------------------------------------------------------ |
| 10月16日（火）                                       | 第1戦 | オークランド・アスレチックス | 0－7   | シンシナティ・レッズ         | リバーフロント・スタジアム                      | リバーフロント・ · スタジアムオークランド・アラメダ・ · カウンティ・コロシアム |
| 10月17日（水）                                       | 第2戦 | オークランド・アスレチックス | 4－5x  | シンシナティ・レッズ         | リバーフロント・スタジアム                      | リバーフロント・ · スタジアムオークランド・アラメダ・ · カウンティ・コロシアム |
| 10月18日（木）                                       |       | 移動日                       | 移動日 | 移動日                       |                                                 | リバーフロント・ · スタジアムオークランド・アラメダ・ · カウンティ・コロシアム |
| 10月19日（金）                                       | 第3戦 | シンシナティ・レッズ         | 8－3   | オークランド・アスレチックス | オークランド・アラメダ・ カウンティ・コロシアム | リバーフロント・ · スタジアムオークランド・アラメダ・ · カウンティ・コロシアム |
| 10月20日（土）                                       | 第4戦 | シンシナティ・レッズ         | 2－1   | オークランド・アスレチックス | オークランド・アラメダ・ カウンティ・コロシアム | リバーフロント・ · スタジアムオークランド・アラメダ・ · カウンティ・コロシアム |
| 優勝：シンシナティ・レッズ（4勝0敗 / 14年ぶり5度目） |       |                              |        |                              |                                                 | リバーフロント・ · スタジアムオークランド・アラメダ・ · カウンティ・コロシアム |

### 第1戦 10月16日
- リバーフロント・スタジアム（オハイオ州シンシナティ）

|                              | 1 | 2 | 3 | 4 | 5 | 6 | 7 | 8 | 9 | R | H  | E |
| ---------------------------- | - | - | - | - | - | - | - | - | - | - | -- | - |
| オークランド・アスレチックス | 0 | 0 | 0 | 0 | 0 | 0 | 0 | 0 | 0 | 0 | 9  | 1 |
| シンシナティ・レッズ         | 2 | 0 | 2 | 0 | 3 | 0 | 0 | 0 | X | 7 | 10 | 0 |

1. 勝利：ホセ・リーホ（1勝）
2. 敗戦：デーブ・スチュワート（1敗）
3. 本塁打
CIN：エリック・デービス1号2ラン
4. 審判
［球審］フランク・プーリ（NL）
［塁審］一塁: ロッキー・ロー（AL）、二塁: ジム・クイック（NL）、三塁: テッド・ヘンドリー（AL）
［外審］左翼: ランディ・マーシュ（NL）、右翼: ラリー・バーネット（AL）
5. 試合開始時刻: 東部夏時間（UTC-4）午後8時30分  試合時間: 2時間48分  観客: 5万5830人
詳細: Baseball-Reference.com

| オークランド・アスレチックス | オークランド・アスレチックス | オークランド・アスレチックス | オークランド・アスレチックス | オークランド・アスレチックス | シンシナティ・レッズ | シンシナティ・レッズ | シンシナティ・レッズ | シンシナティ・レッズ | シンシナティ・レッズ                                                                                      |
| ---------------------------- | ---------------------------- | ---------------------------- | ---------------------------- | --- | -------------------- | -------------------- | -------------------- | -------------------- | --- |
| 打順                         | 守備                         | 選手                         | 打席                         | D・スチュワートT・スタインバックM・マグワイアW・ランドルフC・ランス · フォードM・ガイエゴR・ヘンダーソンW・マギーJ・カンセコ（なし） | 打順                 | 守備                 | 選手                 | 打席                 | J・リーホJ・オリバーH・モリスM・ダンカンC・セイボーB・ラーキンE・デービスB・ハッチャーP・オニール（なし） |
| 1                            | 左                           | R・ヘンダーソン              | 右                           | D・スチュワートT・スタインバックM・マグワイアW・ランドルフC・ランス · フォードM・ガイエゴR・ヘンダーソンW・マギーJ・カンセコ（なし） | 1                    | 遊                   | B・ラーキン          | 右                   | J・リーホJ・オリバーH・モリスM・ダンカンC・セイボーB・ラーキンE・デービスB・ハッチャーP・オニール（なし） |
| 2                            | 中                           | W・マギー                    | 両                           | D・スチュワートT・スタインバックM・マグワイアW・ランドルフC・ランス · フォードM・ガイエゴR・ヘンダーソンW・マギーJ・カンセコ（なし） | 2                    | 中                   | B・ハッチャー        | 右                   | J・リーホJ・オリバーH・モリスM・ダンカンC・セイボーB・ラーキンE・デービスB・ハッチャーP・オニール（なし） |
| 3                            | 右                           | J・カンセコ                  | 右                           | D・スチュワートT・スタインバックM・マグワイアW・ランドルフC・ランス · フォードM・ガイエゴR・ヘンダーソンW・マギーJ・カンセコ（なし） | 3                    | 右                   | P・オニール          | 左                   | J・リーホJ・オリバーH・モリスM・ダンカンC・セイボーB・ラーキンE・デービスB・ハッチャーP・オニール（なし） |
| 4                            | 一                           | M・マグワイア                | 右                           | D・スチュワートT・スタインバックM・マグワイアW・ランドルフC・ランス · フォードM・ガイエゴR・ヘンダーソンW・マギーJ・カンセコ（なし） | 4                    | 左                   | E・デービス          | 右                   | J・リーホJ・オリバーH・モリスM・ダンカンC・セイボーB・ラーキンE・デービスB・ハッチャーP・オニール（なし） |
| 5                            | 三                           | C・ランスフォード            | 右                           | D・スチュワートT・スタインバックM・マグワイアW・ランドルフC・ランス · フォードM・ガイエゴR・ヘンダーソンW・マギーJ・カンセコ（なし） | 5                    | 一                   | H・モリス            | 左                   | J・リーホJ・オリバーH・モリスM・ダンカンC・セイボーB・ラーキンE・デービスB・ハッチャーP・オニール（なし） |
| 6                            | 捕                           | T・スタインバック            | 右                           | D・スチュワートT・スタインバックM・マグワイアW・ランドルフC・ランス · フォードM・ガイエゴR・ヘンダーソンW・マギーJ・カンセコ（なし） | 6                    | 三                   | C・セイボー          | 右                   | J・リーホJ・オリバーH・モリスM・ダンカンC・セイボーB・ラーキンE・デービスB・ハッチャーP・オニール（なし） |
| 7                            | 二                           | W・ランドルフ                | 右                           | D・スチュワートT・スタインバックM・マグワイアW・ランドルフC・ランス · フォードM・ガイエゴR・ヘンダーソンW・マギーJ・カンセコ（なし） | 7                    | 捕                   | J・オリバー          | 右                   | J・リーホJ・オリバーH・モリスM・ダンカンC・セイボーB・ラーキンE・デービスB・ハッチャーP・オニール（なし） |
| 8                            | 遊                           | M・ガイエゴ                  | 右                           | D・スチュワートT・スタインバックM・マグワイアW・ランドルフC・ランス · フォードM・ガイエゴR・ヘンダーソンW・マギーJ・カンセコ（なし） | 8                    | 二                   | M・ダンカン          | 右                   | J・リーホJ・オリバーH・モリスM・ダンカンC・セイボーB・ラーキンE・デービスB・ハッチャーP・オニール（なし） |
| 9                            | 投                           | D・スチュワート              | 右                           | D・スチュワートT・スタインバックM・マグワイアW・ランドルフC・ランス · フォードM・ガイエゴR・ヘンダーソンW・マギーJ・カンセコ（なし） | 9                    | 投                   | J・リーホ            | 右                   | J・リーホJ・オリバーH・モリスM・ダンカンC・セイボーB・ラーキンE・デービスB・ハッチャーP・オニール（なし） |
| 先発投手                     | 先発投手                     | 先発投手                     | 投球                         | D・スチュワートT・スタインバックM・マグワイアW・ランドルフC・ランス · フォードM・ガイエゴR・ヘンダーソンW・マギーJ・カンセコ（なし） | 先発投手             | 先発投手             | 先発投手             | 投球                 | J・リーホJ・オリバーH・モリスM・ダンカンC・セイボーB・ラーキンE・デービスB・ハッチャーP・オニール（なし） |
| D・スチュワート              | D・スチュワート              | D・スチュワート              | 右                           | D・スチュワートT・スタインバックM・マグワイアW・ランドルフC・ランス · フォードM・ガイエゴR・ヘンダーソンW・マギーJ・カンセコ（なし） | J・リーホ            | J・リーホ            | J・リーホ            | 右                   | J・リーホJ・オリバーH・モリスM・ダンカンC・セイボーB・ラーキンE・デービスB・ハッチャーP・オニール（なし） |

### 第2戦 10月17日
- リバーフロント・スタジアム（オハイオ州シンシナティ）

|                              | 1 | 2 | 3 | 4 | 5 | 6 | 7 | 8 | 9 | 10 | R | H  | E |
| ---------------------------- | - | - | - | - | - | - | - | - | - | -- | - | -- | - |
| オークランド・アスレチックス | 1 | 0 | 3 | 0 | 0 | 0 | 0 | 0 | 0 | 0  | 4 | 10 | 2 |
| シンシナティ・レッズ         | 2 | 0 | 0 | 1 | 0 | 0 | 0 | 1 | 0 | 1x | 5 | 14 | 2 |

1. 勝利：ロブ・ディブル（1勝）
2. 敗戦：デニス・エカーズリー（1敗）
3. 本塁打
OAK：ホセ・カンセコ1号ソロ
4. 審判
［球審］ロッキー・ロー（AL）
［塁審］一塁: ジム・クイック（NL）、二塁: テッド・ヘンドリー（AL）、三塁: ランディ・マーシュ（NL）
［外審］左翼: ラリー・バーネット（AL）、右翼: フランク・プーリ（NL）
5. 試合開始時刻: 東部夏時間（UTC-4）午後8時30分  試合時間: 3時間31分  観客: 5万5832人
詳細: Baseball-Reference.com

| オークランド・アスレチックス | オークランド・アスレチックス | オークランド・アスレチックス | オークランド・アスレチックス | オークランド・アスレチックス | シンシナティ・レッズ | シンシナティ・レッズ | シンシナティ・レッズ | シンシナティ・レッズ | シンシナティ・レッズ                                                                                          |
| ---------------------------- | ---------------------------- | ---------------------------- | ---------------------------- | --- | -------------------- | -------------------- | -------------------- | -------------------- | --- |
| 打順                         | 守備                         | 選手                         | 打席                         | B・ウェルチR・ハッシーM・マグワイアW・ランドルフC・ランス · フォードM・ガイエゴR・ヘンダーソンD・ヘンダーソンJ・カンセコ（なし） | 打順                 | 守備                 | 選手                 | 打席                 | D・ジャクソンJ・オリバーH・モリスM・ダンカンC・セイボーB・ラーキンE・デービスB・ハッチャーP・オニール（なし） |
| 1                            | 左                           | R・ヘンダーソン              | 右                           | B・ウェルチR・ハッシーM・マグワイアW・ランドルフC・ランス · フォードM・ガイエゴR・ヘンダーソンD・ヘンダーソンJ・カンセコ（なし） | 1                    | 遊                   | B・ラーキン          | 右                   | D・ジャクソンJ・オリバーH・モリスM・ダンカンC・セイボーB・ラーキンE・デービスB・ハッチャーP・オニール（なし） |
| 2                            | 三                           | C・ランスフォード            | 右                           | B・ウェルチR・ハッシーM・マグワイアW・ランドルフC・ランス · フォードM・ガイエゴR・ヘンダーソンD・ヘンダーソンJ・カンセコ（なし） | 2                    | 中                   | B・ハッチャー        | 右                   | D・ジャクソンJ・オリバーH・モリスM・ダンカンC・セイボーB・ラーキンE・デービスB・ハッチャーP・オニール（なし） |
| 3                            | 右                           | J・カンセコ                  | 右                           | B・ウェルチR・ハッシーM・マグワイアW・ランドルフC・ランス · フォードM・ガイエゴR・ヘンダーソンD・ヘンダーソンJ・カンセコ（なし） | 3                    | 右                   | P・オニール          | 左                   | D・ジャクソンJ・オリバーH・モリスM・ダンカンC・セイボーB・ラーキンE・デービスB・ハッチャーP・オニール（なし） |
| 4                            | 一                           | M・マグワイア                | 右                           | B・ウェルチR・ハッシーM・マグワイアW・ランドルフC・ランス · フォードM・ガイエゴR・ヘンダーソンD・ヘンダーソンJ・カンセコ（なし） | 4                    | 左                   | E・デービス          | 右                   | D・ジャクソンJ・オリバーH・モリスM・ダンカンC・セイボーB・ラーキンE・デービスB・ハッチャーP・オニール（なし） |
| 5                            | 中                           | D・ヘンダーソン              | 右                           | B・ウェルチR・ハッシーM・マグワイアW・ランドルフC・ランス · フォードM・ガイエゴR・ヘンダーソンD・ヘンダーソンJ・カンセコ（なし） | 5                    | 一                   | H・モリス            | 左                   | D・ジャクソンJ・オリバーH・モリスM・ダンカンC・セイボーB・ラーキンE・デービスB・ハッチャーP・オニール（なし） |
| 6                            | 二                           | W・ランドルフ                | 右                           | B・ウェルチR・ハッシーM・マグワイアW・ランドルフC・ランス · フォードM・ガイエゴR・ヘンダーソンD・ヘンダーソンJ・カンセコ（なし） | 6                    | 三                   | C・セイボー          | 右                   | D・ジャクソンJ・オリバーH・モリスM・ダンカンC・セイボーB・ラーキンE・デービスB・ハッチャーP・オニール（なし） |
| 7                            | 捕                           | R・ハッシー                  | 左                           | B・ウェルチR・ハッシーM・マグワイアW・ランドルフC・ランス · フォードM・ガイエゴR・ヘンダーソンD・ヘンダーソンJ・カンセコ（なし） | 7                    | 捕                   | J・オリバー          | 右                   | D・ジャクソンJ・オリバーH・モリスM・ダンカンC・セイボーB・ラーキンE・デービスB・ハッチャーP・オニール（なし） |
| 8                            | 遊                           | M・ガイエゴ                  | 右                           | B・ウェルチR・ハッシーM・マグワイアW・ランドルフC・ランス · フォードM・ガイエゴR・ヘンダーソンD・ヘンダーソンJ・カンセコ（なし） | 8                    | 二                   | M・ダンカン          | 右                   | D・ジャクソンJ・オリバーH・モリスM・ダンカンC・セイボーB・ラーキンE・デービスB・ハッチャーP・オニール（なし） |
| 9                            | 投                           | B・ウェルチ                  | 右                           | B・ウェルチR・ハッシーM・マグワイアW・ランドルフC・ランス · フォードM・ガイエゴR・ヘンダーソンD・ヘンダーソンJ・カンセコ（なし） | 9                    | 投                   | D・ジャクソン        | 右                   | D・ジャクソンJ・オリバーH・モリスM・ダンカンC・セイボーB・ラーキンE・デービスB・ハッチャーP・オニール（なし） |
| 先発投手                     | 先発投手                     | 先発投手                     | 投球                         | B・ウェルチR・ハッシーM・マグワイアW・ランドルフC・ランス · フォードM・ガイエゴR・ヘンダーソンD・ヘンダーソンJ・カンセコ（なし） | 先発投手             | 先発投手             | 先発投手             | 投球                 | D・ジャクソンJ・オリバーH・モリスM・ダンカンC・セイボーB・ラーキンE・デービスB・ハッチャーP・オニール（なし） |
| B・ウェルチ                  | B・ウェルチ                  | B・ウェルチ                  | 右                           | B・ウェルチR・ハッシーM・マグワイアW・ランドルフC・ランス · フォードM・ガイエゴR・ヘンダーソンD・ヘンダーソンJ・カンセコ（なし） | D・ジャクソン        | D・ジャクソン        | D・ジャクソン        | 左                   | D・ジャクソンJ・オリバーH・モリスM・ダンカンC・セイボーB・ラーキンE・デービスB・ハッチャーP・オニール（なし） |

### 第3戦 10月19日
- オークランド・アラメダ・カウンティ・コロシアム（カリフォルニア州オークランド）

|                              | 1 | 2 | 3 | 4 | 5 | 6 | 7 | 8 | 9 | R | H  | E |
| ---------------------------- | - | - | - | - | - | - | - | - | - | - | -- | - |
| シンシナティ・レッズ         | 0 | 1 | 7 | 0 | 0 | 0 | 0 | 0 | 0 | 8 | 14 | 1 |
| オークランド・アスレチックス | 0 | 2 | 1 | 0 | 0 | 0 | 0 | 0 | 0 | 3 | 7  | 1 |

1. 勝利：トム・ブラウニング（1勝）
2. 敗戦：マイク・ムーア（1敗）
3. 本塁打
CIN：クリス・セイボー1号ソロ・2号2ラン
OAK：ハロルド・ベインズ1号2ラン、リッキー・ヘンダーソン1号ソロ
4. 審判
［球審］ジム・クイック（NL）
［塁審］一塁: テッド・ヘンドリー（AL）、二塁: ランディ・マーシュ（NL）、三塁: ブルース・フローミング（NL）
［外審］左翼: フランク・プーリ（NL）、右翼: ロッキー・ロー（AL）
5. 試合開始時刻: 太平洋夏時間（UTC-7）午後5時30分  試合時間: 3時間1分  観客: 4万8269人
詳細: Baseball-Reference.com

| シンシナティ・レッズ | シンシナティ・レッズ | シンシナティ・レッズ | シンシナティ・レッズ | シンシナティ・レッズ | オークランド・アスレチックス | オークランド・アスレチックス | オークランド・アスレチックス | オークランド・アスレチックス | オークランド・アスレチックス |
| -------------------- | -------------------- | -------------------- | -------------------- | --- | ---------------------------- | ---------------------------- | ---------------------------- | ---------------------------- | --- |
| 打順                 | 守備                 | 選手                 | 打席                 | T・ブラウニングJ・オリバーT・ベンジン · ガーM・ダンカンC・セイボーB・ラーキンE・デービスB・ハッチャーP・オニールH・モリス | 打順                         | 守備                         | 選手                         | 打席                         | M・ムーアT・スタインバックM・マグワイアW・ランドルフC・ランス · フォードM・ガイエゴR・ヘンダーソンD・ヘンダーソンJ・カンセコH・ベインズ |
| 1                    | 遊                   | B・ラーキン          | 右                   | T・ブラウニングJ・オリバーT・ベンジン · ガーM・ダンカンC・セイボーB・ラーキンE・デービスB・ハッチャーP・オニールH・モリス | 1                            | 左                           | R・ヘンダーソン              | 右                           | M・ムーアT・スタインバックM・マグワイアW・ランドルフC・ランス · フォードM・ガイエゴR・ヘンダーソンD・ヘンダーソンJ・カンセコH・ベインズ |
| 2                    | 中                   | B・ハッチャー        | 右                   | T・ブラウニングJ・オリバーT・ベンジン · ガーM・ダンカンC・セイボーB・ラーキンE・デービスB・ハッチャーP・オニールH・モリス | 2                            | 三                           | C・ランスフォード            | 右                           | M・ムーアT・スタインバックM・マグワイアW・ランドルフC・ランス · フォードM・ガイエゴR・ヘンダーソンD・ヘンダーソンJ・カンセコH・ベインズ |
| 3                    | 右                   | P・オニール          | 左                   | T・ブラウニングJ・オリバーT・ベンジン · ガーM・ダンカンC・セイボーB・ラーキンE・デービスB・ハッチャーP・オニールH・モリス | 3                            | 右                           | J・カンセコ                  | 右                           | M・ムーアT・スタインバックM・マグワイアW・ランドルフC・ランス · フォードM・ガイエゴR・ヘンダーソンD・ヘンダーソンJ・カンセコH・ベインズ |
| 4                    | 左                   | E・デービス          | 右                   | T・ブラウニングJ・オリバーT・ベンジン · ガーM・ダンカンC・セイボーB・ラーキンE・デービスB・ハッチャーP・オニールH・モリス | 4                            | 中                           | D・ヘンダーソン              | 右                           | M・ムーアT・スタインバックM・マグワイアW・ランドルフC・ランス · フォードM・ガイエゴR・ヘンダーソンD・ヘンダーソンJ・カンセコH・ベインズ |
| 5                    | DH                   | H・モリス            | 左                   | T・ブラウニングJ・オリバーT・ベンジン · ガーM・ダンカンC・セイボーB・ラーキンE・デービスB・ハッチャーP・オニールH・モリス | 5                            | DH                           | H・ベインズ                  | 左                           | M・ムーアT・スタインバックM・マグワイアW・ランドルフC・ランス · フォードM・ガイエゴR・ヘンダーソンD・ヘンダーソンJ・カンセコH・ベインズ |
| 6                    | 三                   | C・セイボー          | 右                   | T・ブラウニングJ・オリバーT・ベンジン · ガーM・ダンカンC・セイボーB・ラーキンE・デービスB・ハッチャーP・オニールH・モリス | 6                            | 一                           | M・マグワイア                | 右                           | M・ムーアT・スタインバックM・マグワイアW・ランドルフC・ランス · フォードM・ガイエゴR・ヘンダーソンD・ヘンダーソンJ・カンセコH・ベインズ |
| 7                    | 一                   | T・ベンジンガー      | 両                   | T・ブラウニングJ・オリバーT・ベンジン · ガーM・ダンカンC・セイボーB・ラーキンE・デービスB・ハッチャーP・オニールH・モリス | 7                            | 捕                           | T・スタインバック            | 右                           | M・ムーアT・スタインバックM・マグワイアW・ランドルフC・ランス · フォードM・ガイエゴR・ヘンダーソンD・ヘンダーソンJ・カンセコH・ベインズ |
| 8                    | 捕                   | J・オリバー          | 右                   | T・ブラウニングJ・オリバーT・ベンジン · ガーM・ダンカンC・セイボーB・ラーキンE・デービスB・ハッチャーP・オニールH・モリス | 8                            | 二                           | W・ランドルフ                | 右                           | M・ムーアT・スタインバックM・マグワイアW・ランドルフC・ランス · フォードM・ガイエゴR・ヘンダーソンD・ヘンダーソンJ・カンセコH・ベインズ |
| 9                    | 二                   | M・ダンカン          | 右                   | T・ブラウニングJ・オリバーT・ベンジン · ガーM・ダンカンC・セイボーB・ラーキンE・デービスB・ハッチャーP・オニールH・モリス | 9                            | 遊                           | M・ガイエゴ                  | 右                           | M・ムーアT・スタインバックM・マグワイアW・ランドルフC・ランス · フォードM・ガイエゴR・ヘンダーソンD・ヘンダーソンJ・カンセコH・ベインズ |
| 先発投手             | 先発投手             | 先発投手             | 投球                 | T・ブラウニングJ・オリバーT・ベンジン · ガーM・ダンカンC・セイボーB・ラーキンE・デービスB・ハッチャーP・オニールH・モリス | 先発投手                     | 先発投手                     | 先発投手                     | 投球                         | M・ムーアT・スタインバックM・マグワイアW・ランドルフC・ランス · フォードM・ガイエゴR・ヘンダーソンD・ヘンダーソンJ・カンセコH・ベインズ |
| T・ブラウニング      | T・ブラウニング      | T・ブラウニング      | 左                   | T・ブラウニングJ・オリバーT・ベンジン · ガーM・ダンカンC・セイボーB・ラーキンE・デービスB・ハッチャーP・オニールH・モリス | M・ムーア                    | M・ムーア                    | M・ムーア                    | 右                           | M・ムーアT・スタインバックM・マグワイアW・ランドルフC・ランス · フォードM・ガイエゴR・ヘンダーソンD・ヘンダーソンJ・カンセコH・ベインズ |

### 第4戦 10月20日
- オークランド・アラメダ・カウンティ・コロシアム（カリフォルニア州オークランド）

|                              | 1 | 2 | 3 | 4 | 5 | 6 | 7 | 8 | 9 | R | H | E |
| ---------------------------- | - | - | - | - | - | - | - | - | - | - | - | - |
| シンシナティ・レッズ         | 0 | 0 | 0 | 0 | 0 | 0 | 0 | 2 | 0 | 2 | 7 | 1 |
| オークランド・アスレチックス | 1 | 0 | 0 | 0 | 0 | 0 | 0 | 0 | 0 | 1 | 2 | 1 |

1. 勝利：ホセ・リーホ（2勝）
2. セーブ：ランディ・マイヤーズ（1S）
3. 敗戦：デーブ・スチュワート（2敗）
4. 審判
［球審］テッド・ヘンドリー（AL）
［塁審］一塁: ランディ・マーシュ（NL）、二塁: ブルース・フローミング（NL）、三塁: フランク・プーリ（NL）
［外審］左翼: ロッキー・ロー（AL）、右翼: ジム・クイック（NL）
5. 試合開始時刻: 太平洋夏時間（UTC-7）午後5時26分  試合時間: 2時間48分  観客: 4万8613人
詳細: Baseball-Reference.com

| シンシナティ・レッズ | シンシナティ・レッズ | シンシナティ・レッズ | シンシナティ・レッズ | シンシナティ・レッズ                                                                                                | オークランド・アスレチックス | オークランド・アスレチックス | オークランド・アスレチックス | オークランド・アスレチックス | オークランド・アスレチックス |
| -------------------- | -------------------- | -------------------- | -------------------- | --- | ---------------------------- | ---------------------------- | ---------------------------- | ---------------------------- | --- |
| 打順                 | 守備                 | 選手                 | 打席                 | J・リーホJ・オリバーT・ベンジン · ガーM・ダンカンC・セイボーB・ラーキンE・デービスB・ハッチャーP・オニールH・モリス | 打順                         | 守備                         | 選手                         | 打席                         | D・スチュワートJ・カークM・マグワイアW・ランドルフC・ランス · フォードM・ガイエゴR・ヘンダーソンD・ヘンダーソンW・マギーH・ベインズ |
| 1                    | 遊                   | B・ラーキン          | 右                   | J・リーホJ・オリバーT・ベンジン · ガーM・ダンカンC・セイボーB・ラーキンE・デービスB・ハッチャーP・オニールH・モリス | 1                            | 左                           | R・ヘンダーソン              | 右                           | D・スチュワートJ・カークM・マグワイアW・ランドルフC・ランス · フォードM・ガイエゴR・ヘンダーソンD・ヘンダーソンW・マギーH・ベインズ |
| 2                    | 中                   | B・ハッチャー        | 右                   | J・リーホJ・オリバーT・ベンジン · ガーM・ダンカンC・セイボーB・ラーキンE・デービスB・ハッチャーP・オニールH・モリス | 2                            | 右                           | W・マギー                    | 両                           | D・スチュワートJ・カークM・マグワイアW・ランドルフC・ランス · フォードM・ガイエゴR・ヘンダーソンD・ヘンダーソンW・マギーH・ベインズ |
| 3                    | 右                   | P・オニール          | 左                   | J・リーホJ・オリバーT・ベンジン · ガーM・ダンカンC・セイボーB・ラーキンE・デービスB・ハッチャーP・オニールH・モリス | 3                            | 中                           | D・ヘンダーソン              | 右                           | D・スチュワートJ・カークM・マグワイアW・ランドルフC・ランス · フォードM・ガイエゴR・ヘンダーソンD・ヘンダーソンW・マギーH・ベインズ |
| 4                    | 左                   | E・デービス          | 右                   | J・リーホJ・オリバーT・ベンジン · ガーM・ダンカンC・セイボーB・ラーキンE・デービスB・ハッチャーP・オニールH・モリス | 4                            | DH                           | H・ベインズ                  | 左                           | D・スチュワートJ・カークM・マグワイアW・ランドルフC・ランス · フォードM・ガイエゴR・ヘンダーソンD・ヘンダーソンW・マギーH・ベインズ |
| 5                    | DH                   | H・モリス            | 左                   | J・リーホJ・オリバーT・ベンジン · ガーM・ダンカンC・セイボーB・ラーキンE・デービスB・ハッチャーP・オニールH・モリス | 5                            | 三                           | C・ランスフォード            | 右                           | D・スチュワートJ・カークM・マグワイアW・ランドルフC・ランス · フォードM・ガイエゴR・ヘンダーソンD・ヘンダーソンW・マギーH・ベインズ |
| 6                    | 三                   | C・セイボー          | 右                   | J・リーホJ・オリバーT・ベンジン · ガーM・ダンカンC・セイボーB・ラーキンE・デービスB・ハッチャーP・オニールH・モリス | 6                            | 捕                           | J・カーク                    | 左                           | D・スチュワートJ・カークM・マグワイアW・ランドルフC・ランス · フォードM・ガイエゴR・ヘンダーソンD・ヘンダーソンW・マギーH・ベインズ |
| 7                    | 一                   | T・ベンジンガー      | 両                   | J・リーホJ・オリバーT・ベンジン · ガーM・ダンカンC・セイボーB・ラーキンE・デービスB・ハッチャーP・オニールH・モリス | 7                            | 一                           | M・マグワイア                | 右                           | D・スチュワートJ・カークM・マグワイアW・ランドルフC・ランス · フォードM・ガイエゴR・ヘンダーソンD・ヘンダーソンW・マギーH・ベインズ |
| 8                    | 捕                   | J・オリバー          | 右                   | J・リーホJ・オリバーT・ベンジン · ガーM・ダンカンC・セイボーB・ラーキンE・デービスB・ハッチャーP・オニールH・モリス | 8                            | 二                           | W・ランドルフ                | 右                           | D・スチュワートJ・カークM・マグワイアW・ランドルフC・ランス · フォードM・ガイエゴR・ヘンダーソンD・ヘンダーソンW・マギーH・ベインズ |
| 9                    | 二                   | M・ダンカン          | 右                   | J・リーホJ・オリバーT・ベンジン · ガーM・ダンカンC・セイボーB・ラーキンE・デービスB・ハッチャーP・オニールH・モリス | 9                            | 遊                           | M・ガイエゴ                  | 右                           | D・スチュワートJ・カークM・マグワイアW・ランドルフC・ランス · フォードM・ガイエゴR・ヘンダーソンD・ヘンダーソンW・マギーH・ベインズ |
| 先発投手             | 先発投手             | 先発投手             | 投球                 | J・リーホJ・オリバーT・ベンジン · ガーM・ダンカンC・セイボーB・ラーキンE・デービスB・ハッチャーP・オニールH・モリス | 先発投手                     | 先発投手                     | 先発投手                     | 投球                         | D・スチュワートJ・カークM・マグワイアW・ランドルフC・ランス · フォードM・ガイエゴR・ヘンダーソンD・ヘンダーソンW・マギーH・ベインズ |
| J・リーホ            | J・リーホ            | J・リーホ            | 右                   | J・リーホJ・オリバーT・ベンジン · ガーM・ダンカンC・セイボーB・ラーキンE・デービスB・ハッチャーP・オニールH・モリス | D・スチュワート              | D・スチュワート              | D・スチュワート              | 右                           | D・スチュワートJ・カークM・マグワイアW・ランドルフC・ランス · フォードM・ガイエゴR・ヘンダーソンD・ヘンダーソンW・マギーH・ベインズ |